# North Dakota State University

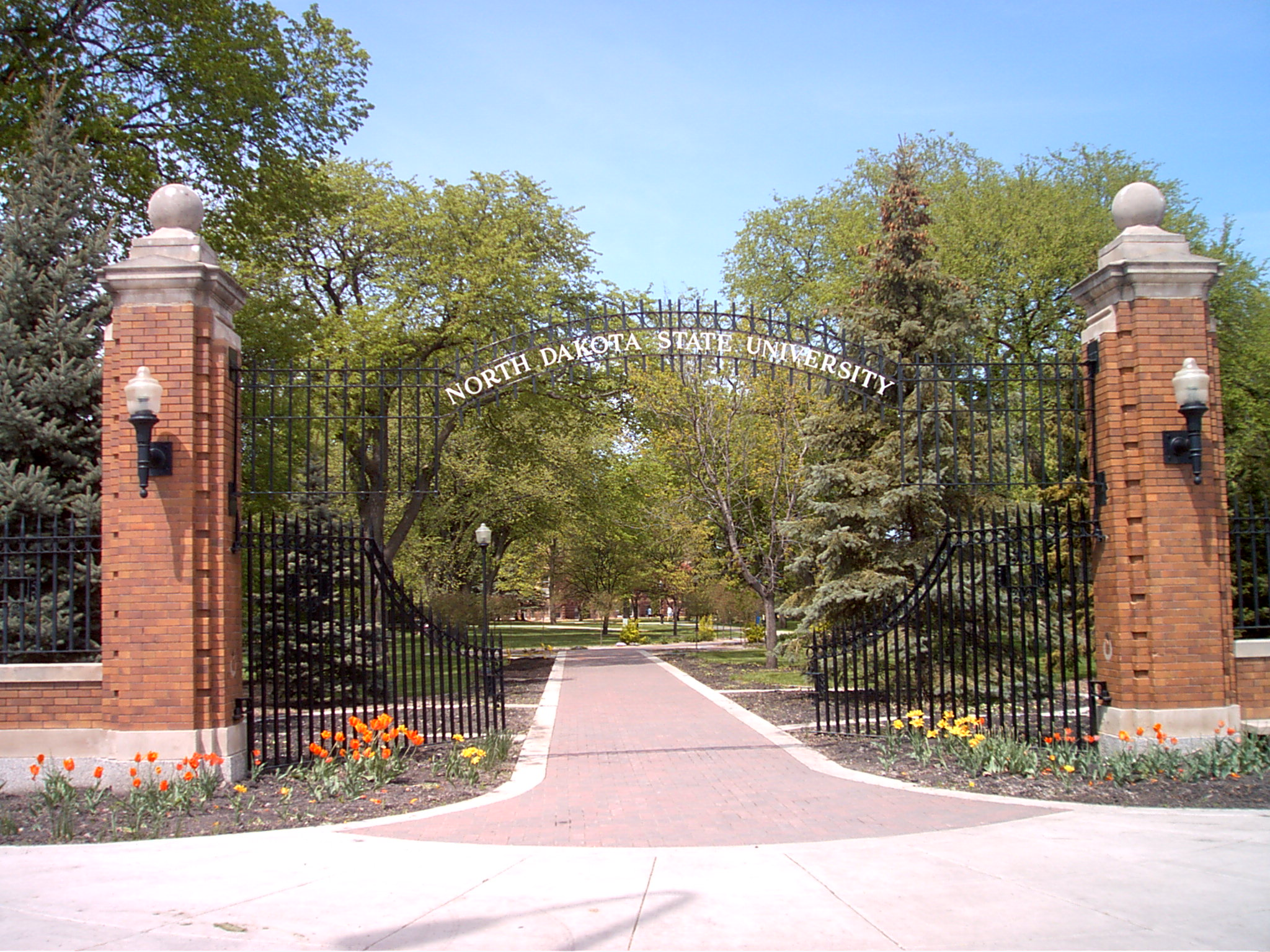
Grindarna till North Dakota State University

North Dakota State University of Agriculture and Applied Sciences, allmänt känt som North Dakota State University (NDSU), är ett offentligt universitet i Fargo, North Dakota, USA.  NDSU har omkring 14 000 studenter och är en del av North Dakota University System. Universitetet har flera campus, huvudcampus, NDSU Downtown och ett antal jordbrukscampus. 

## Publikationer
- The Spectrum, NDSU:s studenttidning.
- NDSU Magazine, ett magasin som kommer ut två gånger per år.[1]

## Kända före detta studenter
- Humayun Ahmed, professor
- Mark Andrews, före detta senator
- Bob Backlund, brottare
- Tyrone Braxton, före detta NFL-spelare
- Alf Clausen, kompositör för "The Simpsons"
- Craig Dahl, NFL-spelare
- Lamar Gordon, NFL-spelare
- William L. Guy, före detta guvernör i North Dakota
- Phil Hansen, före detta NFL-spelare
- Ramon Humber, NFL-spelare
- Ravindra Khattree, statistiker